# Wonderland (Nils Lofgren)
Wonderland	 is een muziekalbum van Nils Lofgren uit 1983. Edgar Winter, Louise Goffin en Carly Simon leverden voor sommige nummers de achtergrondzang. Lofgren schreef alle nummers zelf, op It's all over now van Bobby Womack na.
Volgens een recensie in AllMusic is het album verrassend commercieel in vergelijking tot eerder werk van Lofgren. Het blad spreekt hier lof voor uit en heeft veel waardering voor het pakkende openingsnummer Across the tracks. De hitnoteringen zijn echter tegenvallend, wat te wijten zou zijn aan het feit dat hij niet echt een personaliteit neerzet, in vergelijking tot grote zangers als Neil Young en Bruce Springsteen. Het album bereikte uiteindelijk slechts een hitnotering in Zweden, het land van Lofgrens vader. Het verscheen bijvoorbeeld niet in de Amerikaanse of Engelse hitlijsten.
In de nummers Into the night en I wait for you zijn invloeden te horen van Bruce Springsteen. Het duurde echter nog twee jaar (1985 tot 1991) voor hij in de E Street Band speelde, de begeleidingsband van Springsteen.

## Nummers
| Nummer | naam              | duur | tweede stem   |
| ------ | ----------------- | ---- | ------------- |
| A1     | Across the tracks | 2:52 | Edgar Winter  |
| A2     | Into the night    | 3:40 |               |
| A3     | It's all over now | 3:45 |               |
| A4     | I wait for you    | 3:39 |               |
| A5     | Daddy dream       | 4:51 |               |
| B1     | Wonderland        | 3:30 | Louise Goffin |
| B2     | Room without love | 3:09 |               |
| B3     | Confident girl    | 3:03 |               |
| B4     | Lonesome ranger   | 3:46 | Carly Simon   |
| B5     | Everybody wants   | 3:42 | Louise Goffin |
| B6     | Deadline          | 4:02 |               |